# Kommunikációs diagram

Valós rendszertervezési minta az UML kommunikációs diagramjával

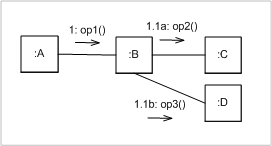
Kommunikációs diagram általános mintája

A kommunikációs diagram az Unified Modeling Language (UML) 2.5.1-ben az UML 1.x együttműködési diagram egyszerűsített változata.
A kommunikációs diagram az objektumok vagy részek közötti kölcsönhatásokat modellezi szekvenciális üzenetek formájában. A kommunikációs diagramok a rendszer statikus szerkezetét és dinamikus viselkedését leíró osztály-, szekvencia- és használati esetdiagramokból származó információk kombinációját jelentik.
A kommunikációs diagramok azonban az objektumdiagramokban az objektumok és hivatkozások szabad formájú elrendezését használják. Az üzenetek sorrendjének megőrzése érdekében egy ilyen szabad formájú diagramban az üzeneteket időrendi számmal látjuk el, és az üzenet küldésének hivatkozása mellett helyezzük el. A kommunikációs diagram olvasása során az üzeneteket objektumról objektumra kell követni az 1.0 üzenettől kezdve.
A kommunikációs diagramok nagyrészt ugyanazt az információt mutatják, mint a szekvenciadiagramok, de az információk megjelenítési módja miatt néhányat könnyebb megtalálni az egyik diagramban, mint a másikban. A kommunikációs diagramok szemléletesebben ábrázolják, hogy az egyes elemek mely más elemekkel lépnek kölcsönhatásba, míg a szekvenciadiagramok egyértelműbben jelenítik meg a kölcsönhatások időbeli sorrendjét.

## Fordítás
Ez a szócikk részben vagy egészben  a   Communication diagram című angol Wikipédia-szócikk ezen változatának fordításán alapul.  Az eredeti cikk szerkesztőit annak laptörténete sorolja fel. Ez a jelzés csupán a megfogalmazás eredetét és a szerzői jogokat jelzi, nem szolgál a cikkben szereplő információk forrásmegjelöléseként.